# SIR (tisková agentura)
SIR (z italského Servizio Informazione Religiosa, česky ve volném překladu Náboženská informační služba) je katolická tisková agentura se sídlem v italském Římě, která byla založena v roce 1998. Později otevřela svou pobočku v Bruselu a v roce 2011 také v Bratislavě, kde mají být shromažďovány informace týkající se střední a východní Evropy (zejména pak Slovenska, České republiky, Maďarska, Ukrajiny a Běloruska).